# BL 203 mm Mk VIII kanon
Het BL 203 mm Mk VIII kanon was de hoofdbewapening voor de Britse County-klasse en Yorkklasse zware kruisers. De kanonnen voldeden aan de eisen gesteld in het vlootverdrag van Washington.

## Beschrijving
Het richtmechanisme van deze kanonnen bestonden uit een hydraulisch of met de hand bediend 'Asbury-mechanisme'. Twee stoffen zakken die elk 15 kg cordiet bevatten, werden gebruikt om een projectiel van 116 kg  af te vuren. Mark I geschuttorens konden de hoogte van het wapen tot 70 graden laten stijgen om explosieve granaten tegen vliegtuigen af te vuren. Echter, de hydraulische pompen bleken niet in staat om voldoende draai- en elevatiesnelheid te bieden om moderne vliegtuigen uit de Tweede Wereldoorlog te volgen. Elk kanon kon ongeveer drie tot zes salvo's per minuut afvuren.

## Dienst
- County-klasse - 14 kruisers. Ieder schip had vier dubbeltorens.[4]
- York-klasse - 2 kruisers. Ieder schip had drie dubbeltorens.[4]
- 6 kanonnen werden rond Folkestone en Dover geïnstalleerd voor kustverdediging.[4]

## Ammunitie

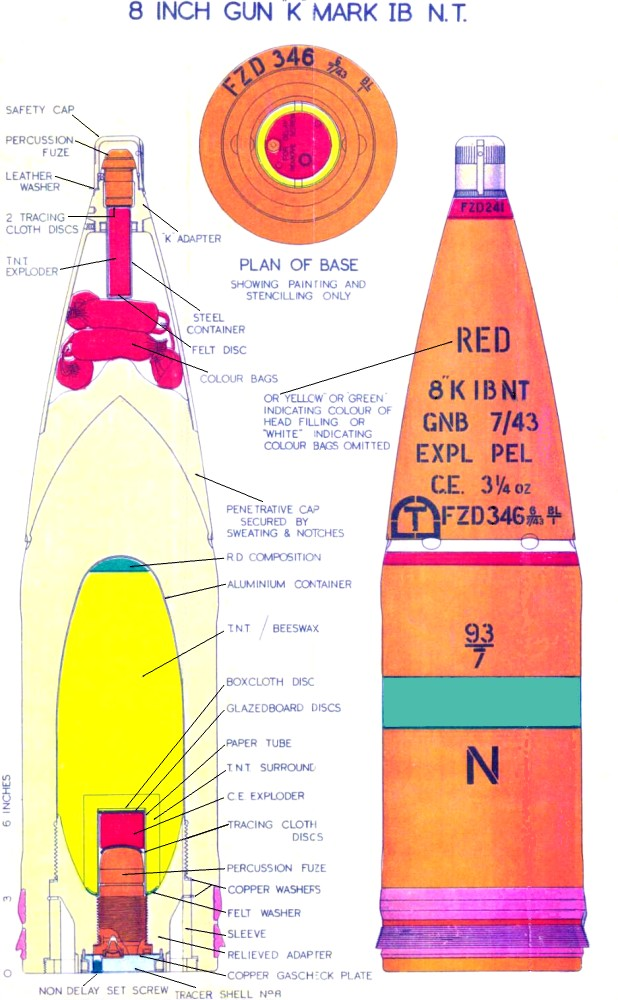
Semi pantser-penetrerende projectielen met marker. De marker gaf een licht, zodat afstandscorrecties makkelijker waren
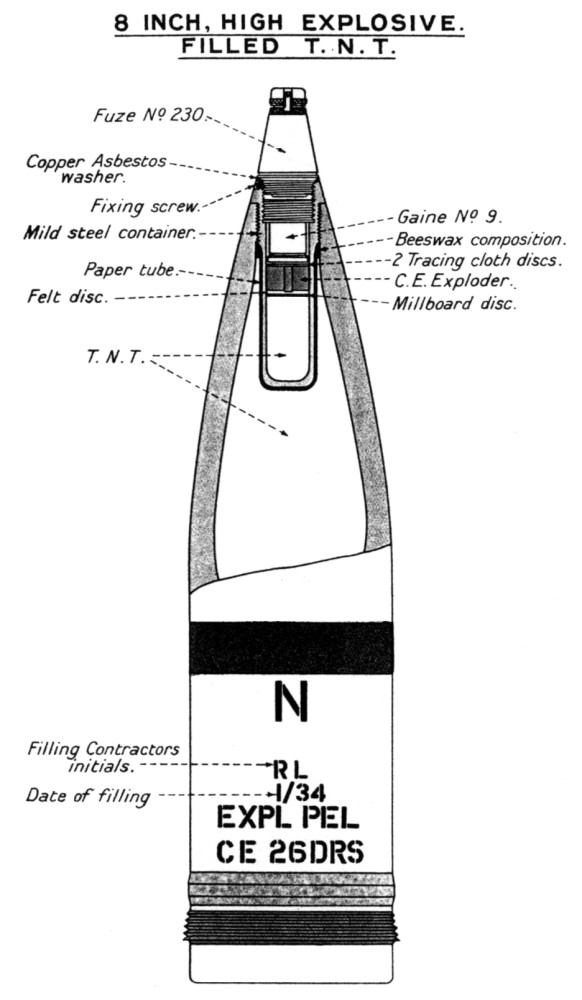
Licht explosief projectiel, jaren 1930
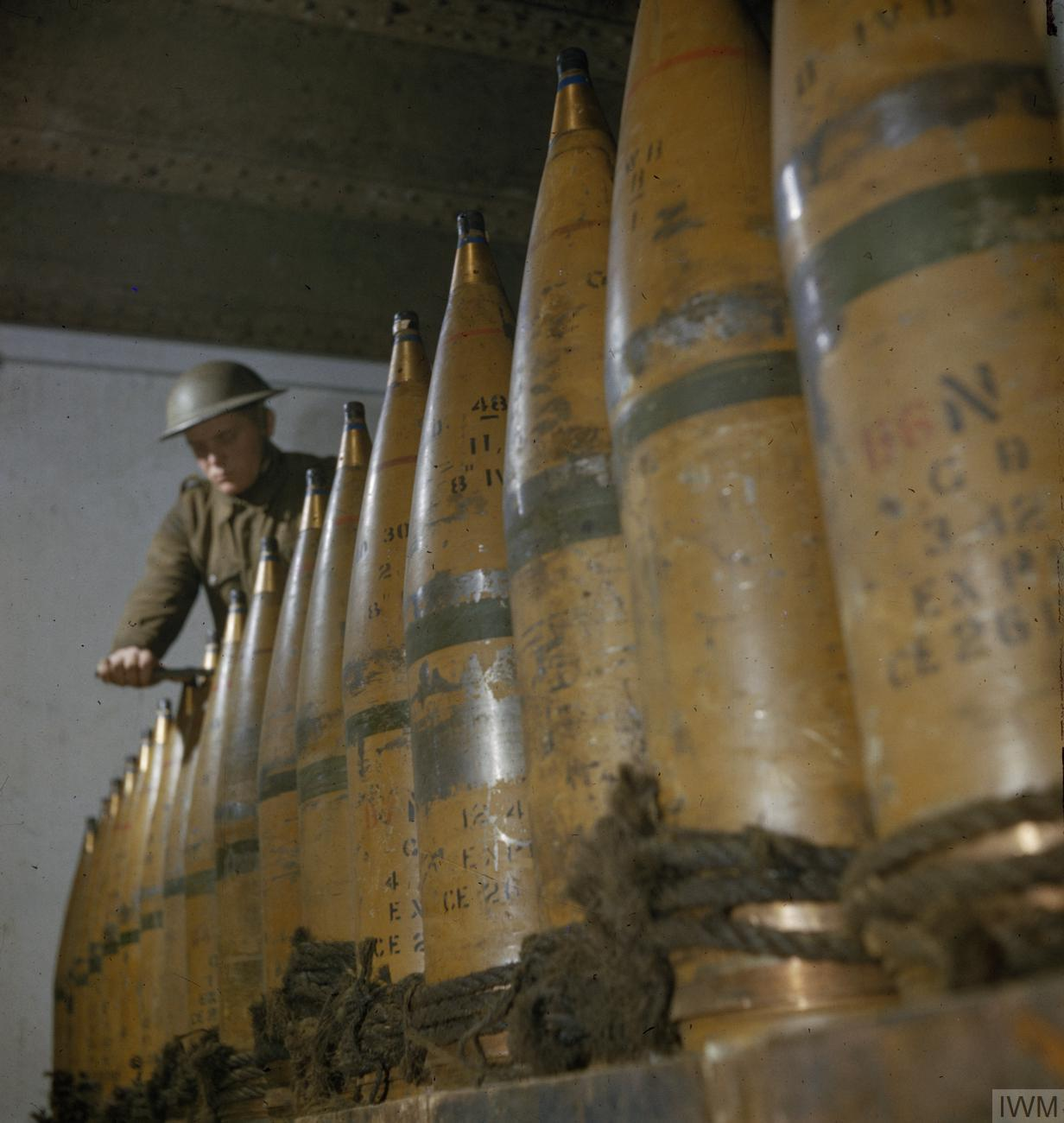
Deze projectielen werden voor kustverdediging gebruikt

## Fotogalerij

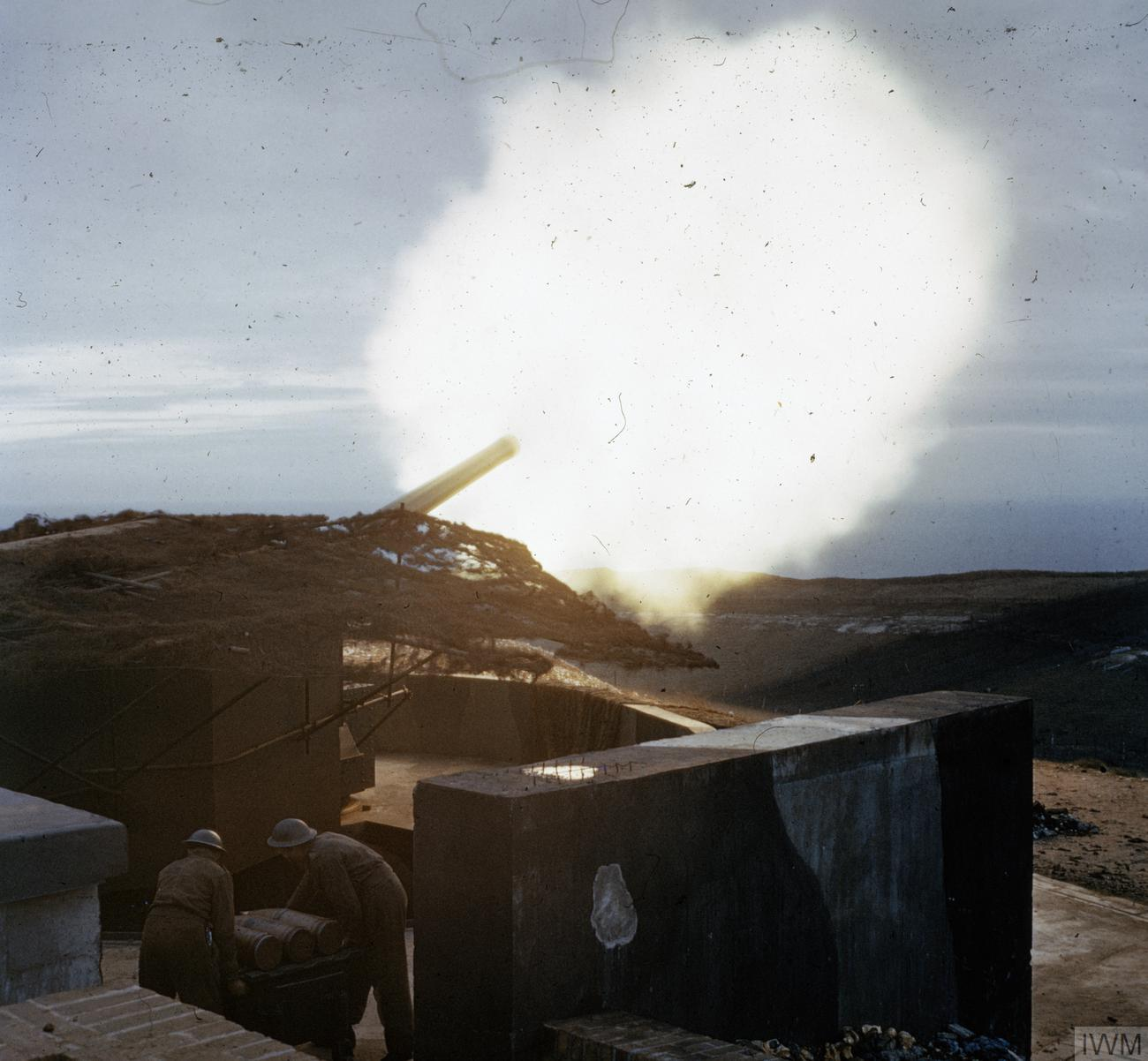
BL 203 mm Mk VIII kanon in actie voor kustverdediging
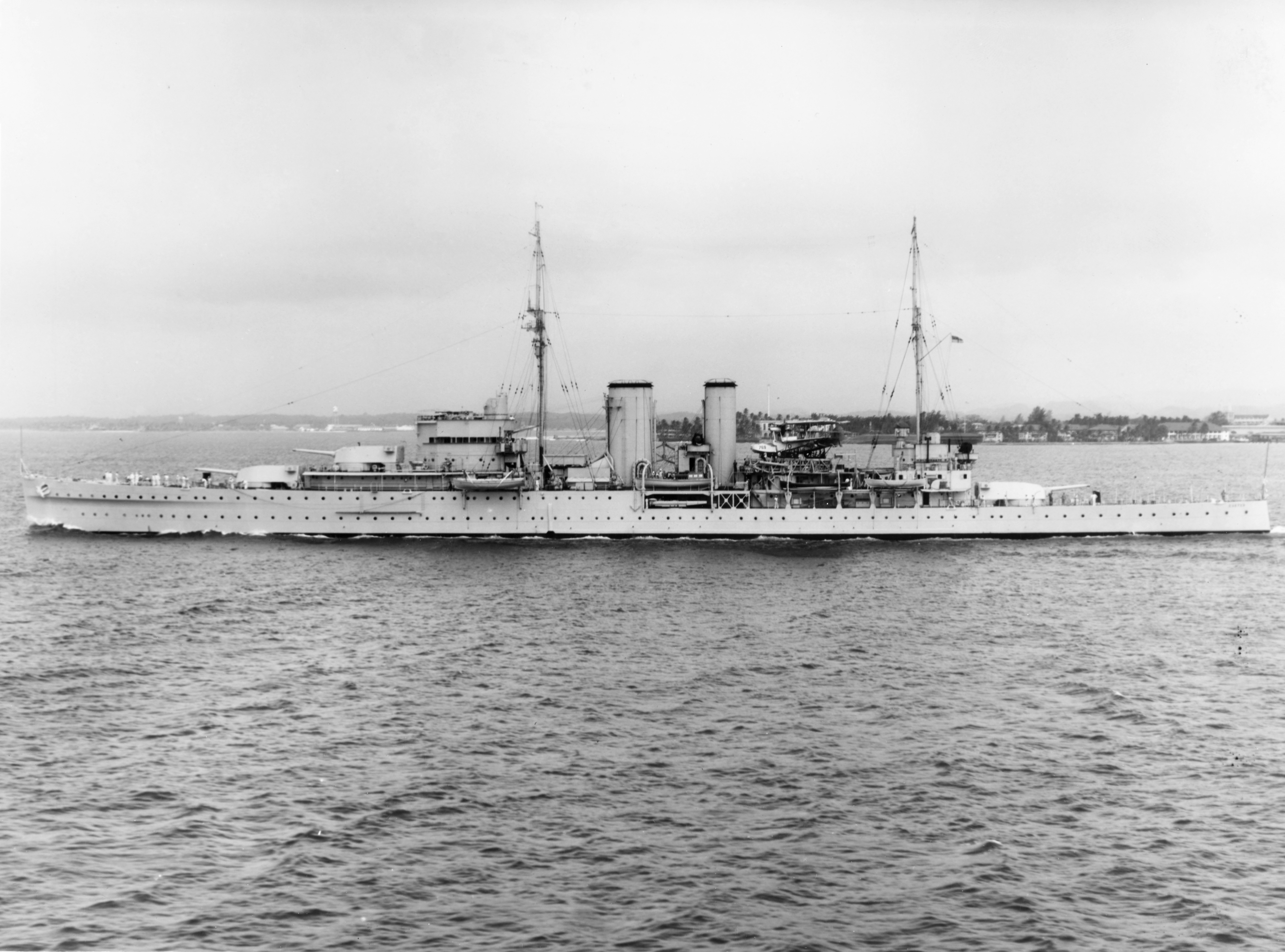
HMS Exeter, een zware kruiser van de Yorkklasse. Haar kanonnen zijn goed te zien.
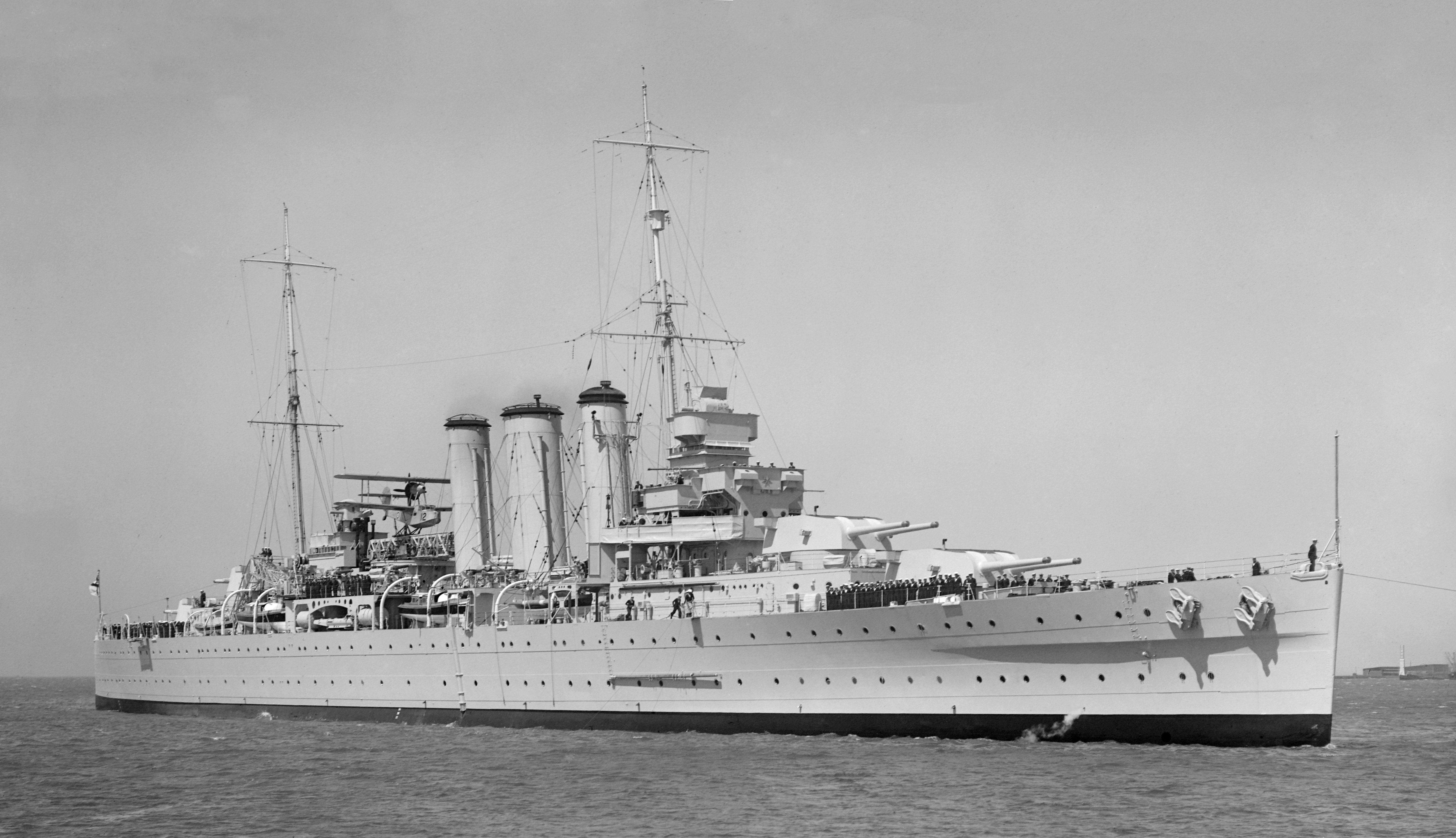
HMAS Australia.
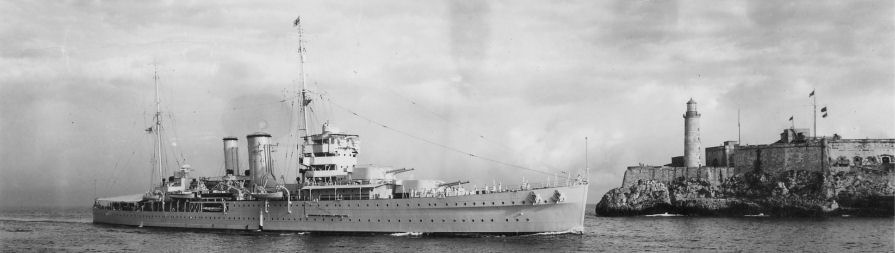
HMS York in Pearl Harbor.